# Thymbra capitata
Il timo arbustivo (Thymbra capitata (L.) Cav.) è una pianta appartenente alla famiglia delle Lamiaceae e appartenente al genere thymbra.

## Descrizione

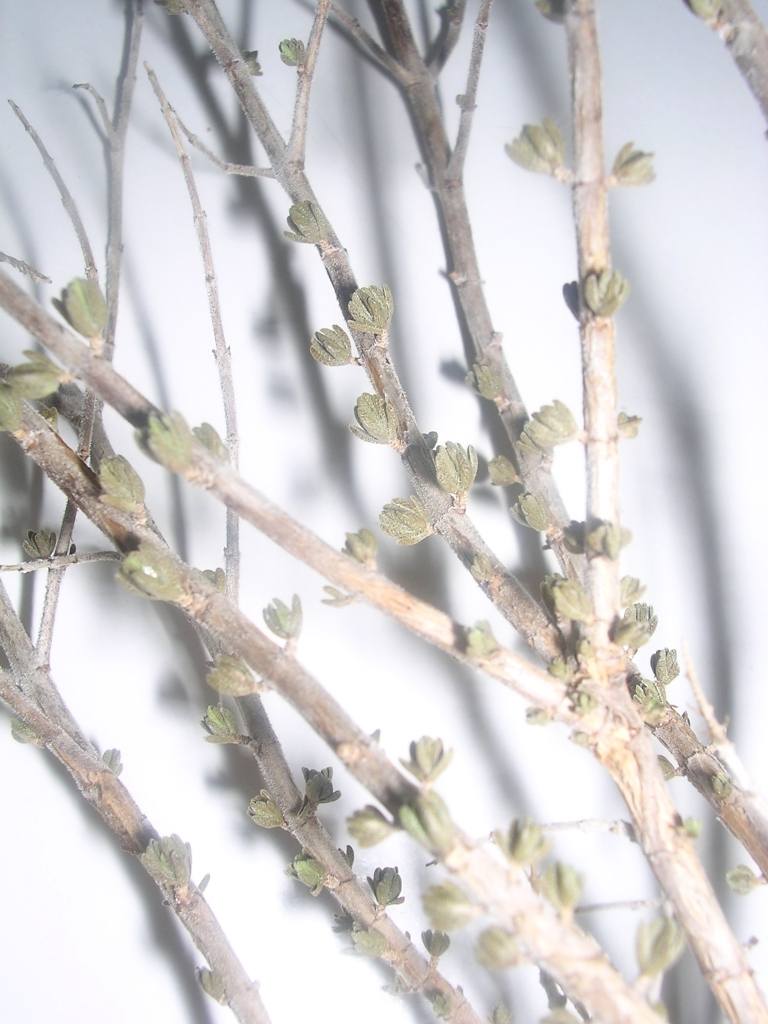
Rami e foglie

È una specie a portamento arbustivo, alta circa 20–30 cm, intensamente aromatica.

Ha fusto legnoso con corteccia biancastra e rami ricoperti da una fitta peluria.
 
Le foglie sono piccole, sessili, revolute sui margini, di colore grigio-verde.

I fiori sono piccoli e tubolari, di colore dal bianco al roseo-purpureo, riuniti in infiorescenze a grappolo. La parte superiore del calice è tipicamente piatta.

## Distribuzione e habitat
È una specie comune in tutto il bacino del Mediterraneo.

In Italia è diffusa sui litorali del Salento (Puglia) nonché in Abruzzo, Molise, Campania, Basilicata, Calabria, Sicilia e Sardegna.
Vegeta bene in terreni sabbiosi e soleggiati, esposti alla salsedine.

## Usi
Le foglie sono utilizzate in fitoterapia in quanto contengono un olio essenziale con proprietà antisettiche, disinfettanti e deodoranti.
Apprezzato in apicoltura per la produzione del miele di timo, è una pianta mellifera molto bottinata dalle api; non essendo molto diffusa il miele prodotto è raro.